# Rainer Penkert
Rainer Penkert (né le 23 juin 1921 à Berlin, mort le 11 avril 2012 à Munich) est un acteur allemand.

## Biographie
Penkert suit les cours de Hilde Körber et obtient de premiers rôles au théâtre. Il commence dans le même temps une carrière au cinéma.
Après la guerre, il joue dans les théâtres de Berlin, Munich, Stuttgart et Hambourg. En 1958, il est un contributeur de la Münchner Lach- und Schießgesellschaft qui est présente à la télévision dans Eine kleine Machtmusik.
Au cinéma, l'acteur grand et mince joue essentiellement des seconds rôles, notamment de soldat.

## Filmographie
- 1940 :  Unser Fräulein Doktor
- 1948 :  Menschen in Gottes Hand
- 1949 :  Die Kuckucks
- 1949 :  Anonyme Briefe
- 1950 :  Der fallende Stern
- 1951 :  Die Sehnsucht des Herzens
- 1952 :  Toxi
- 1953 : L'amour n'est pas un jeu (Ein Herz spielt falsch) de Rudolf Jugert
- 1954 :  08/15
- 1955 :  08/15 s'en va-t-en-guerre
- 1955 : Urlaub auf Ehrenwort
- 1956 : Todos somos necesarios
- 1956 : Kitty à la conquête du monde
- 1956 : Embajadores en el infierno
- 1957 : Der Etappenhase
- 1957 : Liane, die weiße Sklavin
- 1958 : Wir Wunderkinder
- 1958 : Stahlnetz : Sechs unter Verdacht (de)
- 1958 : Stefanie
- 1958 : Eine kleine Machtmusik
- 1959 : Et tout le reste n'est que silence
- 1960 : Stefanie in Rio
- 1960 : Le Vengeur défie Scotland Yard
- 1960 : Le Capitaine Lechi
- 1960 : La Révolte des esclaves
- 1961 : L'Aventurière bien-aimée (de)
- 1962 : Le Jour le plus long
- 1962 : Er kann’s nicht lassen
- 1964 : Hafenpolizei : Schmerzensgeld
- 1964 : Vor der Kamera
- 1964 : Die fünfte Kolonne : Schattenspiel
- 1964 : Die fünfte Kolonne : Der Gast
- 1965 : Morituri
- 1967 : Die Heiden von Kummerow und ihre lustigen Streiche
- 1968 : Das Kriminalmuseum : Der Bohrer
- 1968 : Peter und Sabine
- 1969 : Der Kommissar : Toter Herr im Regen
- 1969 : L'Ingénue perverse
- 1972 : Mais... qu'avez vous fait à Solange ?
- 1972 : Hausfrauen-Report 3
- 1974 : Der Kommissar : Der Segelbootmord
- 1975 : Le Tigre de papier
- 1975 : La Cloche tibétaine
- 1982 : Les Confessions du chevalier d'industrie Félix Krull
- 1983 : Le Souffle de la guerre
- 1986 : Väter und Söhne – Eine deutsche Tragödie
- 1989 : La Toile d'araignée
- 1998 : Vater wider Willen : Alles neu

## Source de la traduction
- (de) Cet article est partiellement ou en totalité issu de l’article de Wikipédia en allemand intitulé « Rainer Penkert » (voir la liste des auteurs).